# McDonnell Douglas KC-10 Extender
McDonnell Douglas KC-10 Extender är ett tremotorigt militärt lufttanknings- och transportflygplan. Det är en militär specialversion av civilflygplanet DC-10. 

## Bakgrund
USA:s flygvapen beställde på 1970-talet 60 stycken lufttankningsplan från McDonnell Douglas, varav 59 fortfarande är i tjänst. Planet baserar sig på det civila flygplanet DC-10 och efterföljaren MD-11. Såväl DC-10 som MD-11 tillverkas inte längre, men det finns fortfarande företag som har kompetensen att modifiera gamla passagerar- och fraktflygplan för rollen som militärt lufttanknings- och transportflygplan.
Det finns i princip två sätt att utöka bränslevolymen, dels under golvet och dels i tankar på golvet. Fördelen med att ha tankarna under golvet är att planet även kan användas för trupptransporter, samt lättare gods. Godsets volym begränsas dock av den maximala golvbelastningen och möjligheten att genom en sidodörr skjuta in lasten på speciella lastpallar. 
I Väst används två typer av lufttankningsanordning, dels med slang och "strut"  och dels med en bom. Med den förra kan även helikoptrar lufttankas medan lösningen med bom ofta har grövre bränslerör. Med bom kan även större flygplan som till exempel åttamotorig B-52 Stratofortress tankas.  Bommen fäst via en ventil på flygplanets ovansida. 

## Användare

### Nederländerna
Nederländernas flygvapen har KC-10 i tjänst, modellen kallas där för KDC-10.

### USA
USA:s flygvapen har 59 KC-10 i tjänst. Samtliga flygplan ingår i förband inom Air Mobility Command (AMC).